# HMHA1
HMHA1‏ (Rho GTPase activating protein 45) هوَ بروتين يُشَفر بواسطة جين HMHA1 في الإنسان.